# William Hutchinson (Rennfahrer)
William Ronald Hutchinson Haines (* 14. August 1901 in Skipton; † 1959) war ein britischer Autorennfahrer.

## Karriere im Motorsport
William Hutchinson startete 1929 beim 24-Stunden-Rennen von Le Mans und bei der RAC Tourist Trophy. Bei beiden Rennen fiel er aus. Sowohl in Le Mans auch als auch bei der Tourist Trophy hatte der eingesetzte S.A.R.A. SP7 einen Motorschaden.

## Statistik

### Le-Mans-Ergebnisse
| Jahr | Team                                                | Fahrzeug     | Teamkollege          | Platzierung | Ausfallgrund |
| ---- | --------------------------------------------------- | ------------ | -------------------- | ----------- | ------------ |
| 1929 | Société des Applications à Refroidissements par Air | S.A.R.A. SP7 | Joshua Philip Turner | Ausfall     | Motorschaden |